# کاوانگو شرقی
کاوانگو شرقی (به لاتین: Kavango East) یکی از منطقه‌های نامیبیا است که در شمال شرقی این کشور واقع شده‌است.